# Eddie García
Eduardo Verchez García (Sorsogón, 2 de mayo de 1929-Macati, 20 de junio de 2019), conocido artísticamente como Eddie García, fue un actor filipino que llegó por primera vez al cine en la década de 1950.
Recibió 34 nominaciones en los premios FAMAS (trece segundos como mejor actor, diez como mejor actor y once como mejor director) y dieciséis premios (seis como el segundo mejor actor, cinco como mejor director y cinco de la mejor manera actores). Destacó en las siguientes categorías: mejor actor, mejor actor y mejor director adjunto. Además también ganó el Lifetime Achievement Award junto a Fernando Poe Jr..

## Muerte
El 8 de junio de 2019, García fue llevado al hospital Mary Johnston en Tondo (Manila) tras una caída. Tropezó con un cable que no vio, mientras rodaba un tiroteo para la serie de televisión Rosang Agimat producida por la GMA. Fue trasladado inconsciente a una unidad de cuidados intensivos en el Centro Médico de Makati al día siguiente, el incidente real fue capturado en video. Los informes iniciales indicaron que García sufrió un ataque al corazón en el set, supuestamente según su familia, pero más tarde se descubrió que sufrió una fractura cervical, posiblemente debido a la caída. Una tomografía computarizada realizada en él mostró que su cerebro estaba en un estado normal, descartando la posibilidad de que sufriera un derrame cerebral. Su condición empeoró más tarde y el 19 de junio, tuvo "signos mínimos de actividad cerebral "mientras permaneció dependiente de un ventilador. Varios sitios web y páginas de Facebook afirmaron el 11 de junio de 2019, que García había muerto como consecuencia de un ataque cardiaco; Dichas afirmaciones fueron desmentidas. García permanecía en ese momento "bajo observación crítica".
Falleció en la tarde del 20 de junio de 2019, cuando contaba noventa años.